# Slieve Bloom Mountains
Die Slieve Bloom Mountains  (oder kurz Slieve Blooms; irisch Sliabh Bladhma, „Flammenberg“) sind eine Gebirgskette in Irland, gelegen im County Laois und County Offaly.
Sie sind bis 528 Meter hoch (für irische Verhältnisse eine nennenswerte Höhe). Die höchsten Punkte sind Arderin (irisch Ard Éireann, „Höhe Irlands“) mit 528 Metern (=1733 Fuß) und  Baunreaghcong (irisch Bán Riabhach Conga) mit 514 Metern (=1357 Fuß)
Der vierthöchste Gipfel ist der Wolftrap Mountain (Sliabh Ghaiste na Mac Tíre, „Wolfsfallenberg“) mit 487 m.